# اندیس پل شکسته
پل شکسته یک اندیس فلزی است که در حوالی شهر داراب استان فارس قرار دارد و مادهٔ معدنی موجود در آن، آهن است.سنگ میزبان این اندیس لایه های سیلیسی رادیولاریت دار و مارنی است و دیرینگی آن به دوران تریاس بالا تا کرتاسه بالا می‌رسد. 